# Louis Bessems
Louis Bessems est un footballeur belge né le  25 septembre 1892 et mort à une date non connue.
Il a évolué comme milieu de terrain au Daring Club de Bruxelles, équipe qui domine le championnat belge avant la Première Guerre mondiale. Il est ainsi Champion de Belgique en 1912 et 1914.
Il a joué 13 matches et marqué 1 but avec l'équipe de Belgique de 1913 à 1923.

## Palmarès
- International belge A de 1913 à 1923 (13 sélections et 1 but marqué)
- premier match international: le 16 février 1913, Belgique-France, 3-0 (match amical)
- Champion de Belgique en 1912 et 1914 avec le Daring Club de Bruxelles